# Pisararata
Pisararata (finnois : Pisararata, suédois : Centrumslingan) est un projet de voie ferroviaire souterraine au centre d'Helsinki en Finlande.

## Parcours
Son parcours serait : Pasila–Hakaniemi-Centre d'Helsinki-Töölö–Pasila. La voie venant de Pasila deviendrait souterraine à partir de Alppipuisto et Eläintarha. La partie souterraine passerait par Hakaniemi, le centre et Töölö pour revenir à Pasila en faisant un parcours en forme de goutte d'eau.